# Aldehyde

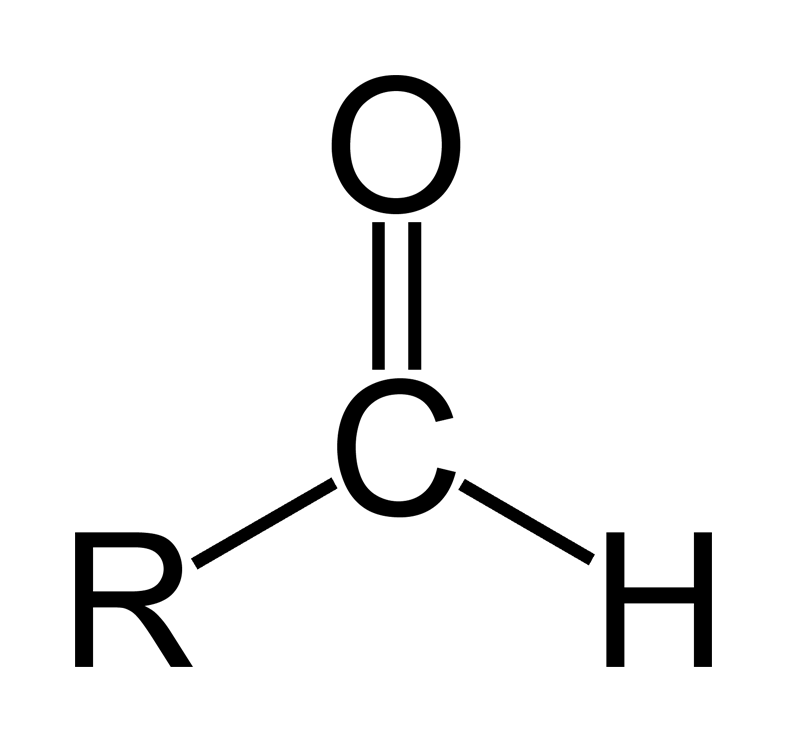
Mô hình nhóm aldehyde

Aldehyde, hay aldehyd, an-đê-hít, là hợp chất trong hóa hữu cơ có nhóm chức carbaldehyd: R-CHO. Tên aldehyde (aldehyde) gốc từ tiếng La Tinh alcohol dehydrogenatus có nghĩa: rượu đã được khử hydro.

## Các aldehyde thông dụng
Các chất trong nhóm aldehyde gọi theo IUPAC: tên ankan cùng bậc carbon cộng thêm đuôi -al, ví dụ methan CH4 sang H-CHO methanal.
| Bậc carbon | Tên IUPAC | Tên thường     | Điểm sôi °C | Công thức |
| ---------- | --------- | -------------- | ----------- | --------- |
| 1          | Methanal  | Formaldehyd    | -19,5       | H-CHO     |
| 2          | Ethanal   | Acetaldehyd    | 21          | CH3-CHO   |
| 3          | Propanal  | Propylaldehyd  | 48          | C2H5-CHO  |
| 4          | Butanal   | Butyraldehyd   | 75          | C3H7-CHO  |
| 5          | Pentanal  | Amylaldehyde   | 103         | C4H9-CHO  |
| 6          | Hexanal   | Hexaldehyde    | 131         | C5H11-CHO |
| 7          | Heptanal  | Heptylaldehyde | 153         | C6H13-CHO |
| 8          | Octanal   | Octylaldehyde  | 171         | C7H15-CHO |
| 9          | Nonanal   | Nonylaldehyde  | 193         | C8H17-CHO |
| 10         | Decanal   | Decylaldehyde  | 207         | C9H19-CHO |

Một số aldehyde có tên thông thường đọc theo quy tắc:
 "Aldehyd" + Tên axit tương ứng 
hoặc:
 Tên axit tương ứng bỏ "ic" + "aldehyd" 
HCHO: formaldehyde hay aldehyde formic;
CH3CHO: acetaldehyde hay aldehyde acetic;
C2H5CHO: propionaldehyde hay aldehyde propionic;
CH3CH2CH2CHO: aldehyde butyric;
(CH3)2CH-CHO: aldehyde isobutyric;
CH2=CH-CHO: aldehyde acrylic hay acrylaldehyde;
OHC-CHO: aldehyde oxalic hay oxalaldehyde.
- Phân loại aldehyde:
Aldehyde đơn chức, công thức chung: CnH2n+1-CHO
Aldehyde đa chức, công thức chung: R-(CHO)n với R: gốc hydrocarbon, n: số nhóm chức -CHO

## Tính chất vật lý
Khác với alcohol và phenol, giữa các phân tử anđehit không có liên kết hydro, vì thế nhiệt độ sôi và nhiệt độ nóng chảy của anđehit thấp hơn nhiều so với alcohol tương ứng. Tuy nhiên anđehit nóng chảy và sôi ở nhiệt độ cao hơn hydrocarbon tương ứng, chủ yếu là vì có nhóm chức -CH=O phân cực.

## Tính chất hóa học

### Phản ứng với các amin
Aldehyde + Amin → Imine + nước

### Phản ứng với alcohol
CH3-CHO+CH3-CH2-OH → CH3-CH(OH)-CH2-CHO

### Phản ứng khử (Phản ứng cộng với hydro)
Aldehyde cộng hydro (xúc tác Ni/ LiAlH4/ NaBH4) đun nóng tạo ra alcohol bậc I.
R-CHO + H2 → R-CH2OH

### Phản ứng oxy hóa
Phản ứng đặc trưng của aldehyde là phản ứng tráng gương:
R-CHO + 2[Ag(NH3)2]OH → R-COONH4 + 2Ag + 3NH3 + H2O.
Riêng HCHO có thể phản ứng tráng gương với tỉ lệ 1:4
HCHO + 4[Ag(NH3)2]OH → (NH4)2CO3 + 4Ag + 6NH3 + 2H2O.
Các aldehyde còn tác dụng được với Cu(OH)2 trong môi trường kiềm cho kết tủa Cu2O màu đỏ gạch:
R-CH=O + 2Cu(OH)2 + NaOH → R-COONa + Cu2O + 3H2O
Riêng đối với HCHO:
HCHO + 4Cu(OH)2 + 2NaOH → Na2CO3 + 2 Cu2O + 6H2O
Các aldehyde đa chức phản ứng theo tỉ lệ 1:2n (n là số chức -CHO).
Ngoài ra aldehyde còn có phản ứng với dung dịch brom:
R-CHO + Br2 + H2O → R-COOH + 2HBr.
Aldehyde cũng có thể làm mất màu dung dịch thuốc tím KMnO4.
R-CHO + KMnO4 → RCOOK + MnO2 + H2O.
Aldehyde có phản ứng oxy hóa bởi O2 tạo ra axit carboxylic tương ứng với xúc tác Mn2+ và ở nhiệt độ cao:
{\displaystyle R-CHO+{\frac {1}{2}}O_{2}\rightarrow R-COOH}.
Các phản ứng: tráng gương, làm mất màu dung dịch brom, làm mất màu dung dịch thuốc tím dùng để nhận biết aldehyd.

## Quá trình tạo ra

### Qua điều chế (chủ động)
Aldehyde được điều chế qua quá trình oxy hóa nhẹ hay khử hydro rượu bậc I có xúc tác 

R-OH + ½O2 → R'-CHO + H2O

R-OH → R'-CHO + H2

### Qua chế biến thực phẩm (thụ động)
Giáo sư Grootveld, trường Đại học De Montfort ở Leicester đã đo nồng độ của các hợp chất độc được tạo ra khi dầu ăn bị đun nóng tới những nhiệt độ khác nhau. Tại điểm khói, dầu bị phân hủy, bị oxy hóa và các hợp chất độc (toxicologic) có liên quan có thể được hình thành như aldehyde. Các thử nghiệm cho thấy dầu ngô và dầu hướng dương tạo ra lượng aldehyde khi đun nóng nhiều gấp 3 lần bơ, ngoài ra nhóm còn phát hiện thêm hai loại aldehyde chưa từng biết tới trước đó trong các loại dầu thực vật khi gia nhiệt. Một bữa ăn điển hình gồm cá và khoai tây chiên, được chiên trong dầu thực vật, chứa lượng aldehyde độc nhiều gấp 100 - 200 lần giới hạn an toàn hằng ngày theo quy định của WHO. Như vậy, về khoa học, nếu không đun nóng chất béo không bão hoà thì các loại dầu ngô và hướng dương vẫn là những lựa chọn lành mạnh (sử dụng ở nhiệt độ thường như làm món salad trộn), chúng giúp giảm cholesterol xấu và giảm nguy cơ đột quỵ cùng các bệnh tim mạch.

## Lĩnh vực sử dụng
Các aldehyde được dùng trong quá trình sản xuất plastic, phẩm màu, nước hoa và dược phẩm. Với aldehyde thông dụng nhất là methanal H-CHO (fomanđêhít, foocmôn) có tính khử trùng, diệt vi khuẩn, nên thường dùng trong các chất diệt côn trùng, chất tẩy uế. Xiclohexanon còn được dùng làm nguyên liệu sản xuất polyme như tơ capron,nilon6,6. aceton được dùng làm dung môi trong quá trình sản xuất nhiều hợp chất trong công nghiệp mĩ phẩm,làm nguyên liệu tổng hợp clorofom,ioddofom,....

## Độc lực với cơ thể
Nên lưu ý rằng aldehyde là một chất độc gây ung thư, bệnh tim mạch, những bệnh thoái hóa thần kinh như bệnh mất trí nhớ, Parkinson và Alzheimer, dị dạng thai nhi, viêm, nguy cơ loét và tăng huyết áp khi ăn hay hít phải dù với lượng ít.